# Vale 97.5
Vale 97.5 es una estación de radio argentina que transmite desde la Ciudad de Buenos Aires.

## Historia
LRL321 FM 97.5 MHz. inició sus transmisiones el 7 de enero de 1985 bajo la denominación Estación con Modulación de Frecuencia Okey (EMFOK 97½), era una emisora dedicada al público joven que transmitía música Anglo-Americana y pasaba temas que sonaban en las Discotecas de todo el mundo.  
En 1987, Daniel Grinbank y Marcelo Morano, socios de la Rock & Pop compraron la estación de FM de LR2 Radio Argentina y -tras un acuerdo con Ricardo Gangeme, titular de Radio Familia S.A., adjudicataria de las frecuencias de AM 1110 y FM 97.5- pasó a emitir programación destinada al Rock Nacional bajo la denominación de FMRA, identificación que hacía una doble referencia a FM Radio Activa y a Frecuencia Modulada Radio Argentina.   
En 1988, la desmanteló en tiempo récord y el 16 de marzo de ese año, en la 97.5 nació Radio Clásica, la primera emisora privada argentina dedicada a la difusión de conciertos, con la dirección de Gabriela Aberastury y Raúl Zajdman. En 1990 se produjo la quiebra con continuidad de Radio Familia S.A. Su inquilina de la frecuencia 97.5, Clásica Producciones SRL, se hizo cargo del de sostener las fuentes de trabajo tanto de su personal como del de Radio Argentina AM 1110 kHz, hasta que una sindicatura reordenara toda la operatividad empresaria. 
El 5 de enero de 1998 después de la quiebra de Radio Familia S.A., Radio Clásica, establecida como una marca registrada de singular prestigio y dotada de una amplia discoteca, fusiona su programación musical con la de Radio Nacional Clásica incorporándose a la emisión de la FM 87.9 MHz. El acuerdo fue firmado por el entonces director de Radio Clásica, Santiago Chotsourian, y el director de Radio Nacional, Mario Cella, tras la pérdida de la frecuencia 97.5, como resultado de una serie de operaciones legales impulsadas por el empresario Daniel Hadad, quien termina quedándose con la señal, con la ayuda de Marcelo Tinelli y su productora Ideas del Sur.
Originalmente, Marcelo Tinelli había prometido a las autoridades de Radio Clásica brindarles apoyo para que la frecuencia continuara brindando la programación de conciertos. Lo consideraba una buena oportunidad para mejorar su imagen ante la comunidad empresaria dedicada a la cultura, pero a último momento se cambió de bando. Radio Clásica reinició su actividad como emisora en línea bajo la órbita de producción de Adway Argentina.
Finalmente el 8 de mayo de 2006 después de que Daniel Hadad comprara la estación, la 97.5 pasa a emitir programación destinada a la música latina bajo la actual denominación de Vale. A fines de abril de 2012, pasó a formar parte del Grupo Indalo después de la venta de la radio a Cristóbal López. En 2017, está entre las 10 radios más escuchadas con un 0,57 de audiencia y un 2,29 de cuota de pantalla.
Desde marzo de 2018, está en licitación de venta tras una decisión de la Administración Federal de Ingresos Públicos quien intervino el Grupo Indalo.

## Programación
Su grilla se compone de programas musicales.
También cuenta con segmentos de música programada anunciados por locutores de turno.
Marcelo D'Alessio, Julieta Camaño, Marcelo Foss, Gastón Gaspar, Gabriela Romero, Bruno Aversano y Mariel Álvarez son parte de las voces que conforman la grilla.

## Eslóganes
- 2006-2007: «Ni un día sin música»
- 2007-2009: «No dejes de soñar»
- 2010-2011: «Vale Anglo»
- 2012-2014: «Vivimos cantando»
- 2014-2017: «Volvé a enamorarte»
- 2017-2019: «Viví música»
- 2019-2021: «Igual a vos»
- 2021-2023: «Lo hacemos posible»
- 2023-2024: «Somos Vale»
- 2024-presente: «La radio de tu vida»